# Károly Aggházy
Dans le nom hongrois Aggházy Károly, le nom de famille précède le prénom, mais cet article utilise l’ordre habituel en français Károly Aggházy, où le prénom précède le nom.
Károly Aggházy ([ˈkaːɾoj], [ˈɒkhaːzi]), né  le 30 octobre 1855 à Pest (Hongrie) et décédé le 8 octobre 1918 à Budapest (Hongrie), est un pianiste et compositeur hongrois, frère du peintre Gyula Aggházy.

## Biographie
Il commence le piano à l'âge de 8 ans. Son professeur est István Bartalus, puis il étudie pendant 3 ans à l'École Nationale de Musique (Nemzeti Zenede, aujourd'hui Conservatoire Bartók, école de l'Université de musique Franz-Liszt) et publie déjà un canon. En 1870, il termine ses études au Conservatoire de l'Association Philharmonique (Zenekedvelők Egyesülete) où il apprend la théorie auprès de Bruckner, et où il lui est décerné une médaille d'or à l'unanimité à la fin de sa deuxième année.
À partir de 1874, il est élève de Liszt pendant trois ans à Budapest, et ayant obtenu une bourse Liszt, il part en octobre 1878 à Paris, où il organise des concerts avec Jenő Hubay. Au printemps 1879, il joue à Londres aux concerts de la Salle Saint-Jacques (en) de Julius Benedict, et en 1881, il met sous presse en Algérie les œuvres restées à l'état d'ébauches de Vieuxtemps, récemment décédé. Rentrant en Hongrie en passant par l'Italie, il devient professeur à l'École Nationale de Musique, mais avec un faible salaire. Finalement, Franz Liszt lui-même s'occupe de le faire embaucher comme professeur de piano au Conservatoire Stern de Berlin avec un salaire sept fois plus élevé. Trois ans plus tard, il devient professeur à l'académie de musique de Theodor Kullak (Neue Akademie der Tonkunst).
Début 1889, il donne un concert à Budapest, et l'été suivant, il s'y installe définitivement comme professeur à l'École Nationale de Musique et au Conservatoire de l'Association Philharmonique. En 1891 et 1892, il est aussi tuteur à l'Opéra Royal hongrois.

## Son œuvre
Il est surtout connu pour ses pièces pour piano d'où émanent distinction et chaleur. Elles unissent un langage hongrois, sous influence française, à des traits stylistiques baroques, et font le lien entre Liszt et la musique hongroise du XXe siècle. Un grand nombre en a été publié à Paris par Choudens, et également à Berlin par Bote & Bock puis Kahnt, et à Mayence par Schott.
Son quatuor à cordes (op. 25) est paru chez Durdilly à Paris.
Il a composé pour orchestre :
- symphonie
- danse hongroise
- la musique des pièces de genre populaire données au Népszínház Szép leányok de Gergely Csiky (1880, avec Jenő Hubay) et Borzáné Marcsája de Tihamér Balogh (1882)[2]
- A művészet diadala, pantomime, op. 28 (1894 ?)
- Maritta, a korsós madonna, opéra en 2 actes (1895, première en 1897 à l'Opéra de Budapest)
- A ravennai nász, opéra en 2 actes (1908, non mis en scène)[5].

Dans ses opéras il n'a pas pu se détacher de l'influence de Richard Wagner.

## Discographie
- 2021: Acte Préalable AP0511 – Károly Aggházy  - Works for Piano (Sławomir P. Dobrzański)[7]